# Бьёрклунд, Ян
Ян Арне Бьёрклунд (род. 18 апреля 1962 г.) — шведский политик, занимал ряд государственных должностей, с 2007 года возглавляет партию Либералы.

## Биография
Родился в городе Скене, тогда входивший в лен Эльвсборг. Его отец Арне работал в текстильной промышленности, мать Рагна — родилась в Норвегии, в 1944 году вынуждена была перебраться в Швецию из-за войны. У обоих родителей Яна Бьёрклунда не было высшего образования.
В 1982 году Бьёрклунд окончил гимназию, затем он служил в армии, в 1985 году Бьёрклунду было присвоено офицерское звание . После этого он служил в гвардии, в 1994 году Бьёрклунд вышел в отставку в звании майора.
В 1976 году Бьёрклунд вступил в «Союз либеральной молодёжи» — молодёжное крыло партии «Народная партия — либералы».
В 2006 году Бьёрклунд был избран членом Риксдага. Вскоре после этого он был назначен на пост министра школ в кабинете Райнфельдта.
После того, как в сентябре 2007 года Ларс Лейонборг, возглавлявший партию «Народная партия — либералы», принял решение оставить пост, Бьёрклунд был выдвинут на пост председателя. 7 сентября 2007 года он был избран. Также Бьёрклунд занял занимаемые ранее Лейонборгом посты главы министерства образования и министра образования.
В результате Парламентских выборов в 2010 году партия «Народная партия — либералы» заняла второе место, это позволило Бьёрклунду занять 5 октября 2010 года пост заместителя премьер-министра Швеции.

### Личная жизнь
Женат, двое детей.